# 上波克羅夫卡
49°15′28″N 38°43′42″E / 49.25778°N 38.72833°E
上波克羅夫卡（烏克蘭語：Верхня Покровка），是位於烏克蘭東部的村莊，由盧甘斯克州舊比利斯克區的舊比利斯克市鎮負責管轄。該村始建於1763年，面積2.18平方公里，海拔高度98米，2001年人口940，人口密度每平方公里432.2人。